# Булахова, Анисья Александровна
Булахова, Анисья Александровна (27 декабря 1831 (8 января 1832) — 1920) — оперная певица, жена Павла Булахова, один из членов даровитой семьи российских певцов Булаховых.

## Биография
Урождённая Лаврентьева, сценический псевдоним — Лаврова, она получила своё музыкальное образование в Московской театральной школе (с 1843 г.), затем дебютировала в Петровском театре (в Москве) в роли Изабеллы в «Роберте» в 1849 г.; В 1851 г. она перешла работать на петербургскую сцену, выступив там в роли Аннеты в «Волшебном стрелке». В 1854 г. вышла замуж. Со временем она стала настоящей примадонной Императорской Санкт-Петербургской оперы. Её голос относился к категории сопрано, был не очень сильным, но имея приятный тембр и оживленную игру все же смог привлечь ей симпатии столичной публики, хотя критики отмечали некую холодность ранних сценических образов этой певицы. За свою карьеру она успела исполнить пропеть для более чем 15 ролей, среди которых были: Людмила (в «Руслане и Людмиле»), Рахиль (в «Жидовке»), Наташa (в «Русалке»), Мартa в опере Флотова и много других.
Анисья Александровна Булахова оставила сцену в 1872 году; скончалась в 1920 году.